# Krombach (Unterfranken)
Krombach ist eine Gemeinde im unterfränkischen Landkreis Aschaffenburg.

## Geografie

Gemeindegebiet von Krombach

Gemeindeteile und Gemarkungen von Krombach

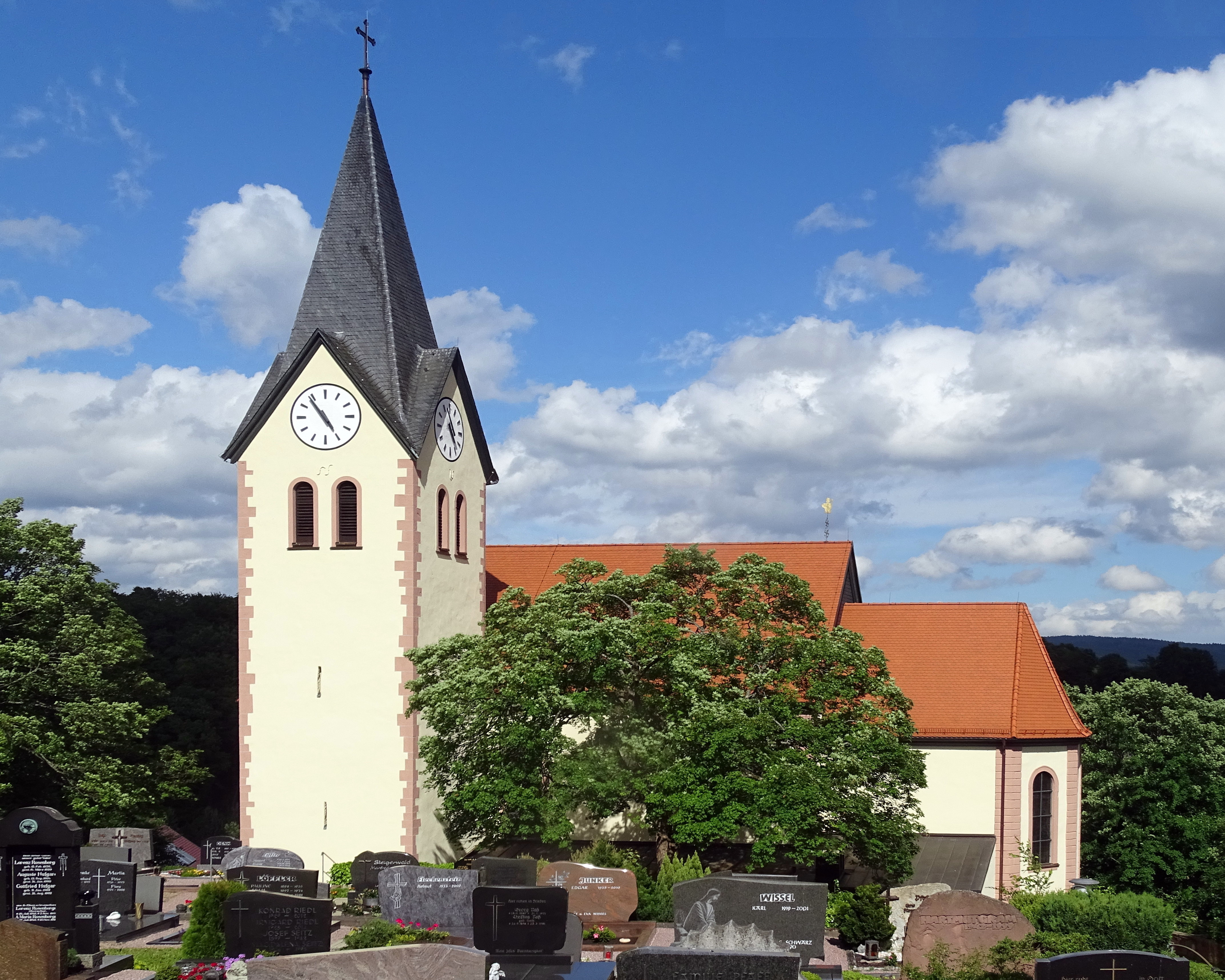
Katholische Pfarrkirche St. Lambertus und St. Sebastian in Krombach

### Geografische Lage
Die Gemeinde Krombach befindet sich in der Region Bayerischer Untermain im Kahlgrund zwischen Schöllkrippen und Mömbris. Der topographisch höchste Punkt der Gemeindegemarkung befindet sich in der Nähe des Dörnsteinbacher Sportplatzes mit 343 m ü. NHN (Lage), der niedrigste liegt an der Kahl bei Mensengesäß auf 167 m ü. NHN (Lage).
Das Pfarrdorf Krombach selbst liegt im Tal des namensgebenden Krombachs auf 254 Metern über dem Meeresspiegel an der Kreisstraße AB 12 zwischen Geiselbach und Blankenbach. Über die Kreisstraße AB 19 gelangt man nach Schöllkrippen.

### Gemeindegliederung
Es gibt vier Gemeindeteile:
| Gemeindeteil      | Siedlungstyp | Höhe (m u. NHN) | Einwohner |
| ----------------- | ------------ | --------------- | --------- |
| Hauenstein        | Einöde       | 320             |           |
| Krombach          | Pfarrdorf    | 254             | 1.950     |
| Oberschur         | Dorf         | 319             | 162       |
| Unterschur        | Weiler       | 216             |           |
| Gemeinde Krombach |              |                 | 2.112     |

Die früheren Gemeindeteile Oberkrombach, Mittelkrombach und Unterkrombach sind heute baulich verwachsen und bilden den Gemeindeteil Krombach.
Es gibt nur die Gemarkung Krombach.

### Nachbargemeinden
|               | Gemeinde Geiselbach                         |                     |
| Markt Mömbris | Kompassrose, die auf Nachbargemeinden zeigt | Markt Schöllkrippen |
|               | Gemeinde Blankenbach                        |                     |

## Name

### Etymologie
Der Ortsname leitet sich von dem gleichnamigen Bach Krombach ab, welcher das Dorf durchfließt und in Großblankenbach in die Kahl mündet. Im Volksmund wird der Ort „Krummich“ oder auch „Krommich“ genannt.

### Frühere Schreibweisen
Frühere Schreibweisen des Ortes aus diversen historischen Karten und Urkunden:
| Jahr | Schreibweise |
| ---- | ------------ |
| 1207 | „Crumbach“   |
| 1237 | „Crumbbach“  |
| 1240 | „Crumppach“  |
| 1250 | „Crumbach“   |
| 1283 | „Grumbach“   |
| 1380 | „Krombach“   |

## Geschichte

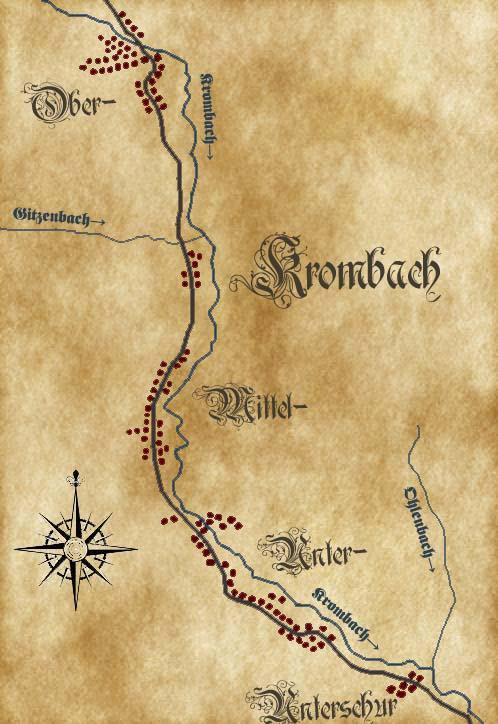
Krombach um 1850

### Bis zur Gemeindegründung
Das Gebiet um Krombach war in Hochmittelalter zum großen Teil im Besitz der Grafen von Rieneck und Krombach der Sitz eines Landgerichts. Die Grafen starben 1559 aus und Krombach kam in den Besitz des Erzstifts Mainz. Im Jahr 1666 erwarb die Familie der Freiherren und späteren Grafen von Schönborn das Landgericht Krombach. Der Ort wurde zum Mittelpunkt der Besitzungen der Grafen im oberen Kahltal. Die Herrschaft der Grafen, die zum Fränkischen Ritterkreis gehörte, wurde 1806 zugunsten des Fürstentums Aschaffenburg mediatisiert und fiel mit diesem 1814 (zuvor ein Departement des Großherzogtums Frankfurt) an das Königreich Bayern. Das 1814 begründete Landgericht Krombach wurde zwischenzeitlich durch das Gräfl. von Schönborn’sche Herrschaftsgericht ersetzt.

### Verwaltungsgeschichte
Im Zuge der Verwaltungsreformen in Bayern entstand mit dem Gemeindeedikt von 1818 die heutige Gemeinde. Das Herrschaftsgericht wurde 1820 in ein Patrimonialgericht umgewandelt. Das Gräflich von Schönborn’sche Patrimonialgericht im Bergschloss Schöneberg wurde zum 1. Juli 1848 aufgehoben.
Die Gemeinde Krombach gehörte zum Bezirksamt Alzenau, das am 1. Juli 1862 gebildet wurde. Dieses wurde am 1. Januar 1939 zum Landkreis Alzenau in Unterfranken. Mit dessen Auflösung kam Krombach am 1. Juli 1972 in den neu gebildeten Landkreis Aschaffenburg.

### Einwohnerentwicklung
| Jahr | Einwohner |
| ---- | --------- |
| 1961 | 1414      |
| 1970 | 1501      |
| 1987 | 1772      |
| 1991 | 1894      |
| 1995 | 2096      |
| 2000 | 2178      |
| 2005 | 2160      |
| 2010 | 2168      |
| 2015 | 2129      |
| 2020 | 2110      |
| 2023 | 2121      |

Im Zeitraum 1988 bis 2018 stieg die Einwohnerzahl von 1780 auf 2129 um 349 Einwohner bzw. um 19,6 %. 2005 hatte die Gemeinde 2192 Einwohner.

### Hochwasser am 4. Mai 2017
Am 4. Mai 2017 wurde der Kahlgrund von einem gewaltigen Unwetter heimgesucht, bei dem die Kahl und ihre Nebenbäche starkes Hochwasser hatten. Besonders heftig traf es dabei die Gemeinde Krombach. Siehe dazu Hochwasser der Kahl 2017.

## Politik und Öffentliche Verwaltung

### Gemeinderat
Nach der Kommunalwahl am 16. März 2014 hatte der Gemeinderat 14 Mitglieder. Die Wahlbeteiligung lag bei 59,4 %. Die Kommunalwahl am 15. März 2020 hatte eine Wahlbeteiligung von 61,8 %.
Die Wahlen brachten folgendes Ergebnis:
|                                  | 2014    |          | 2020    |          |
| Unabhängige Bürgerliste Krombach | 7 Sitze | (51,6 %) | 8 Sitze | (58,1 %) |
| CSU                              | 5 Sitze | (34,5 %) | 4 Sitze | (28,5 %) |
| SPD                              | 2 Sitze | (14,0 %) | 2 Sitze | (13,4 %) |

Vorsitzender des Gemeinderates ist der Erste Bürgermeister.

### Bürgermeister
Erster Bürgermeister ist seit 1. Mai 2014 Peter Seitz (Unabhängige Bürgerliste Krombach), der am 16. März 2014 gewählt und am 15. März 2020 mit 72,1 % der Stimmen im Amt bestätigt wurde.

### Verwaltung
Die Gemeinde ist Mitglied der Verwaltungsgemeinschaft Schöllkrippen.

### Wappen
| Wappen von Krombach (Unterfranken) | Blasonierung: „Unter dreimal von Rot und Gold geteiltem Schildhaupt in Rot über drei silberne Spitzen schreitend ein blau gekrönter goldener Löwe mit Doppelschweif.“ |
| Wappen von Krombach (Unterfranken) | Wappenbegründung: Die Gemeinde Krombach war zum großen Teil im Besitz der Grafen von Rieneck und der Sitz eines Landgerichts. Die Grafen starben 1559 aus und die Gemeinde kam in den Besitz des Erzstifts Mainz. Im Jahr 1666 erwarb die Familie der Freiherrn und späteren Grafen von Schönborn das Landgericht Krombach. Der Ort wurde zum Mittelpunkt der Besitzungen der Grafen im oberen Kahltal. Der Löwe aus dem Wappen der Grafen Schönborn erinnert an ihre Herrschaft. Die Teilung von Rot und Gold im Schildhaupt wurde dem Wappen der Grafen von Rieneck entnommen. Die Farben Rot und Silber stammen aus dem Wappen des Kurstaats Mainz, zu dem der Ort gehörte. Das Wappen wird seit dem 8. Juni 1967 geführt. |

### Gemeindepartnerschaften
- Frankreich: Die Gemeinde Krombach unterhält mit der Gemeinde Soliers seit 1990 eine Partnerschaft.

## Baudenkmäler

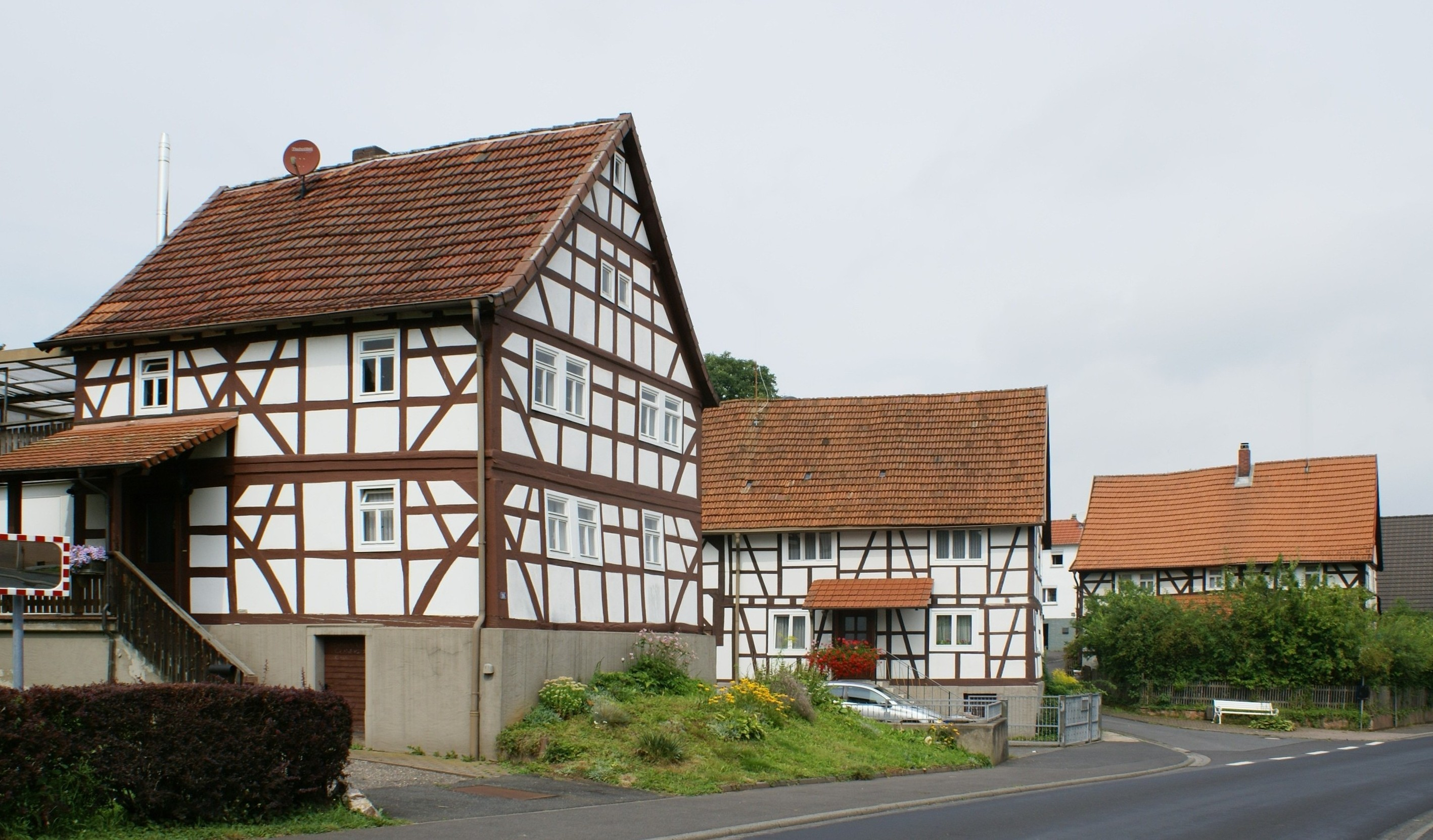
Fachwerkhäuser an der Hauptstraße

- Katholische Pfarrkirche St. Lambertus und St. Sebastian in Krombach
- Pfarrhaus
- Fachwerkhäuser an der Hauptstraße
- Alter und Neuer Hof Hauenstein

## Bodendenkmäler
- Bergschloss Schöneberg

## Wirtschaft und Infrastruktur
Die Gemeindesteuereinnahmen betrugen im Jahr 2020 1.725.000 Euro, davon betrugen die Gewerbesteuereinnahmen (netto)167.000 Euro.

### Wirtschaft einschließlich Land- und Forstwirtschaft
Es gab 2020 nach der amtlichen Statistik im produzierenden Gewerbe 120 und im Bereich Handel und Verkehr 46 sozialversicherungspflichtig Beschäftigte am Arbeitsort. Sozialversicherungspflichtig Beschäftigte am Wohnort gab es insgesamt 891. Im verarbeitenden Gewerbe gab es keine, im Bauhauptgewerbe drei Betriebe. Zudem bestanden im Jahr 2020 18 landwirtschaftliche Betriebe mit einer landwirtschaftlich genutzten Fläche von 569 ha, davon waren 215 ha Ackerfläche und 342 ha Dauergrünfläche.

### Bildung
Es gibt folgende Einrichtungen (Stand: 2010):
- Kindergarten und Kindertagesstätte
- Grundschule

## Söhne und Töchter der Gemeinde
- Franz Hessler (1798–1890), Arzt und Indologe
- Albin Nees (* 1939), Politiker (CDU)
- Katja Hess (* 1946), Malerin